# Edvard Kocbek
Edvard Kocbek (27 septembre 1904 - 3 novembre 1981) est un écrivain, poète, traducteur, essayiste et homme politique yougoslave d'expression slovène.

## Biographie
Edvard Kocbek est né en 1904 à Sveti Jurij ob Ščavnici, alors en Autriche-Hongrie (actuellement en Slovénie). Après ses études, il reste deux ans dans un séminaire catholique de la ville de Maribor avant de poursuivre ses études à l'université de Ljubljana. C'est là qu'il commença à écrire. Après 1918, une grande partie de la région slovène est intégrée dans ce qui deviendra la Yougoslavie. Il publie son premier livre intitulé Zemlja en 1934.
Militant antifasciste durant l'entre-deux-guerres, il s'engage contre les attitudes pro-franquistes de l'église catholique durant la guerre d'Espagne. Ses positions sur le sujet font scandale en Slovénie et lui valent d'être publiquement condamné par l'évêque de Ljubljana, Gregorij Rožman. Kocbek devient alors l'une des personnalités les plus en vue de la gauche chrétienne slovène. Durant la Seconde Guerre mondiale, alors que la Yougoslavie est envahie et démembrée par l'Allemagne nazie et ses alliés, il rejoint la résistance en co-fondant le Front de libération, la branche slovène des Partisans, aux côtés des communistes. En novembre 1943, il devient membre du Comité national de libération de la Yougoslavie, le gouvernement provisoire proclamé par les Partisans, dans lequel il détient le portefeuille de l'éducation.
En 1945, il sera un moment ministre de la Slovénie dans le gouvernement provisoire de Tito. En 1951, l'écrivain publie un recueil de nouvelles intitulé Strah in pogum (« Peur et Courage ») où il s'en prend à l'attitude des communistes pendant la Seconde Guerre mondiale en Yougoslavie. L'auteur est alors placé sous surveillance et mis à la retraite forcée en 1952. Interdit d'activité publique, il gagne sa vie avec des traductions d'écrivains français parmi lesquels Honoré de Balzac, Guy de Maupassant, Antoine de Saint-Exupéry, Max Frisch. Edvard Kocbek décède en 1981 à Ljubljana, la ville qui deviendra la capitale de la Slovénie quelques années plus tard.
L'auteur a obtenu l'important prix littéraire slovène dénommé prix Prešeren.

## Ouvrages
- Zemlja  (Ljubljana, 1934);
- Groza (Ljubljana : Slovenska matica, 1963);
- Poročilo (Maribor : Zalozba Obzorja, 1969);
- Zbrane pesmi (Ljubljana : Cankarjeva zalozba, 1977).